# Архиепископија Јустинијана Прима
Архиепископија Јустинијана Прима (лат. Archiepiscopia Justinianae Primae), која је у српској историографији позната и као Првојустинијанска архиепископија, била је древна црквена област са седиштем у граду Јустинијана Прима (лат. Iustiniana Prima) који се налазио на локалитету Царичин град (код Лебана у Србији). Архиепископија је установљена 535. године, а обухватала је целокупно подручје рановизантијске дијецезе Дакије (највећи део данашње Србије и делови данашњих држава Бугарске, Северне Македоније, Албаније и Црне Горе). Постојала је све до почетка 7. века, када је услед продора Авара и Словена дошло до коначног слома византијске власти у свим областима које су припадале овој архиепископији.

## Историја
Све до 535. године, црквена управа у позноримским и рановизантијским провинцијама које су припадале царској дијецези Дакији, била је уређена по принципу провинцијских митрополија. Пошто је дијецеза Дакија била у саставу Префектуре Илирика, чије се седиште налазило у Солуну, сви провинцијски митрополити са подручја поменуте префектуре признавали су првенство солунског архиепископа.
У склопу реорганизације црквене управе, цар Јустинијан I (527-565) је 535. године донео одлуку о установљавању нове архиепископије, са седиштем у његовом родном граду, који је носио назив Јустинијана Прима (Прва Јустинијана). Новоустановљена архиепископија је добила надлежност над митрополијама и епископијама у свим провинцијама које су биле у саставу царске дијецезе Дакије (Прва Мезија, Прибрежна Дакија, Средоземна Дакија, Дарданија, Превалитана) укључујући и делове Друге Паноније и Друге Македоније. Након додатне реорганизације, која је извршена 545. године, Друга Македонија је изостављена из надлежности архиепископа Прве Јустинијане.
Архијереји са подручја Првојустинијанске архиепископије учествовали су 553. године на Петом васељенском сабору, који је одржан у Цариграду.
Северна подручја ове архиепископије тешко су пострадала већ током аварско-византијског рата (582-584), а целокупно подручје је похарано и разорено након 602. године, када је дошло до потпуног слома византијске власти у свим областима које су припадале овој архиепископији. Током прве половине 7. века, на тим просторима су се населили Срби.

## Наслеђе
Током познијег средњовековног раздобља, наслеђе древне Првојустинијанске архиепископије неговано је под окриљем Охридске архиепископије, а данас се негује под окриљем Српске православне цркве, као помесне цркве-наследнице највећег дела канонског подручја бивше архиепископије, чије се древно седиште (Прва Јустинијана) налази у границама данашње српске православне Епархије нишке.